# Gare d'Hatrize
La gare d'Hatrize est une gare ferroviaire française de la ligne de Saint-Hilaire-au-Temple à Hagondange, située sur le territoire de la commune d'Hatrize, dans le département de Meurthe-et-Moselle en région Grand Est.
C'est une halte voyageurs de la Société nationale des chemins de fer français (SNCF) desservie par des trains TER Grand Est.

## Situation ferroviaire
Établie à 198 m d'altitude, la gare d'Hatrize est située au point kilométrique (PK) 321,740 de la ligne de Saint-Hilaire-au-Temple à Hagondange, entre les gares ouvertes de Conflans - Jarny et de Valleroy - Moineville.

## Histoire
La gare d'Hatrize possédait autrefois un petit bâtiment, peut-être une maisonnette de garde-barrière agrandie, qui a depuis été désaffecté et démoli.
En 2013, la commune a obtenu des subventions pour la rénovation de l'arrêt avec création d'un parking, réfection des quais et de ses abords.

## Service des voyageurs

### Accueil
Halte ferroviaire SNCF, c'est un point d'arrêt non géré (PANG) à accès libre. La traversée d'une voie à l'autre s'effectue par le passage à niveau. Chaque quai dispose d'un petit abri couvert.

### Desserte
Hatrize est desservie par les trains TER Grand Est qui effectuent des missions entre les gares de Conflans - Jarny et de Hagondange, ou de Metz-Ville.

### Intermodalité
Le stationnement des véhicules est possible sur l'emplacement de l'ancien bâtiment voyageurs. Un emplacement est mis à disposition des personnes à mobilité réduite.